# La canción que te debía
La canción que te debía es el vigésimo disco oficial de la banda chilena Congreso, con el cual vuelve a los estudios tras tres años de trabajo y siete años desde el último disco de estudio.
Fue presentado en el Teatro Oriente en Santiago con un show de primer nivel el día 25 de noviembre de 2017.
Como es común en los discos de Congreso, los ritmos encontrados en el son de una gran variedad, como tango, baguala, huayno, rock, etc. a la vez las temáticas de las letras son muy diversas.
El disco toma su nombre de la canción Homónima escrita por Sergio "Tilo" González, dedicada en especial a su hija Gabriela.
El disco incluye “El fin del show”, una composición que el grupo viene interpretando en vivo hace años.
Fue ganador del Premio Pulsar al mejor disco del año 2017.

## Lista de temas
- 1. Premio de consuelo
- 2. París 2016
- 3. Canción Por La Paz
- 4. La Canción Que Te Debía
- 5. El Viaje
- 6. El Rey Midas
- 7. Baguala Tuya
- 8. Las Sillas Boca Abajo
- 9. La Sombra de Un Sueño
- 10. A Las Yeguas del Apocalipsis
- 11. Contemplación
- 12. El Regreso
- 13. Fin Del Show
- 14. Tiro de Esquina
- 15. Con El Corazón

## Enlaces
- Wikimedia Commons alberga una categoría multimedia sobre La canción que te debía.
- Congreso en SCD Archivado el 3 de noviembre de 2014 en Wayback Machine.

- Datos: Q50678376